# جینا اوسگورا
جینا اوسگورا (انگلیسی: Gina Oceguera؛ زادهٔ ۴ سپتامبر ۱۹۷۷) بازیکن فوتبال اهل مکزیک است.

وی همچنین در تیم ملی فوتبال زنان مکزیک بازی کرده‌است.